# Burrianus pachyceros
Burrianus pachyceros är en insektsart som beskrevs av Lucien Chopard 1961. Burrianus pachyceros ingår i släktet Burrianus och familjen syrsor. Inga underarter finns listade i Catalogue of Life.